# The Panther
The Panther (« La Panthère ») est un poème allitératif de 74 vers en vieil anglais dont l'unique texte connu est préservé dans le Livre d'Exeter, un manuscrit de la seconde moitié du Xe siècle. Il utilise l'image d'une panthère comme symbole allégorique de le mort et la résurrection du Christ,.
Il constitue la première partie du Physiologus vieil-anglais ou Bestiaire vieil-anglais, une série de trois poèmes adaptés du Physiologus latin populaire dans toute l'Europe médiévale. Les deux autres parties sont The Whale (« La Baleine ») et The Partridge (« La Perdrix »).

## Résumé
Le poème décrit une panthère au comportement unique. Elle est décrite par le hapax sundorgecyn(e)d, composé des mots sundor- and gecynd, fréquemment traduit comme faisant référence à sa nature particulière (par exemple 'a peculiar nature' dans le dictionnaire Bosworth-Toller).
La panthère déguste sa nourriture avant de trouver son repos dans une vallée des montagnes où elle dort pendant trois jours.
Symle fylle fægen, þonne foddor þigeð,

æfter þam gereordum ræste seceð

dygle stowe under dunscrafum;

ðær se þeodwiga þreonihta fæc

swifeð on swefote, slæpe gebiesgad.
Le troisième jour, lorsque la panthère se réveille, elle commence à chanter en émettant une odeur plaisante. Cette fragrance attire de nombreuses personnes (beornþreat monig) qui se mettent en route pour rejoindre la source de la fragrance et de la chanson (æfter þære stefne et on þone stenc).